# Friedrich Franzen
Friedrich Franzen SAC (* 5. Februar 1893 in Ediger; † 22. Dezember 1974 in Hünsborn) war ein deutscher Pallottiner, Exerzitienmeister und Heimatschriftsteller.

## Leben

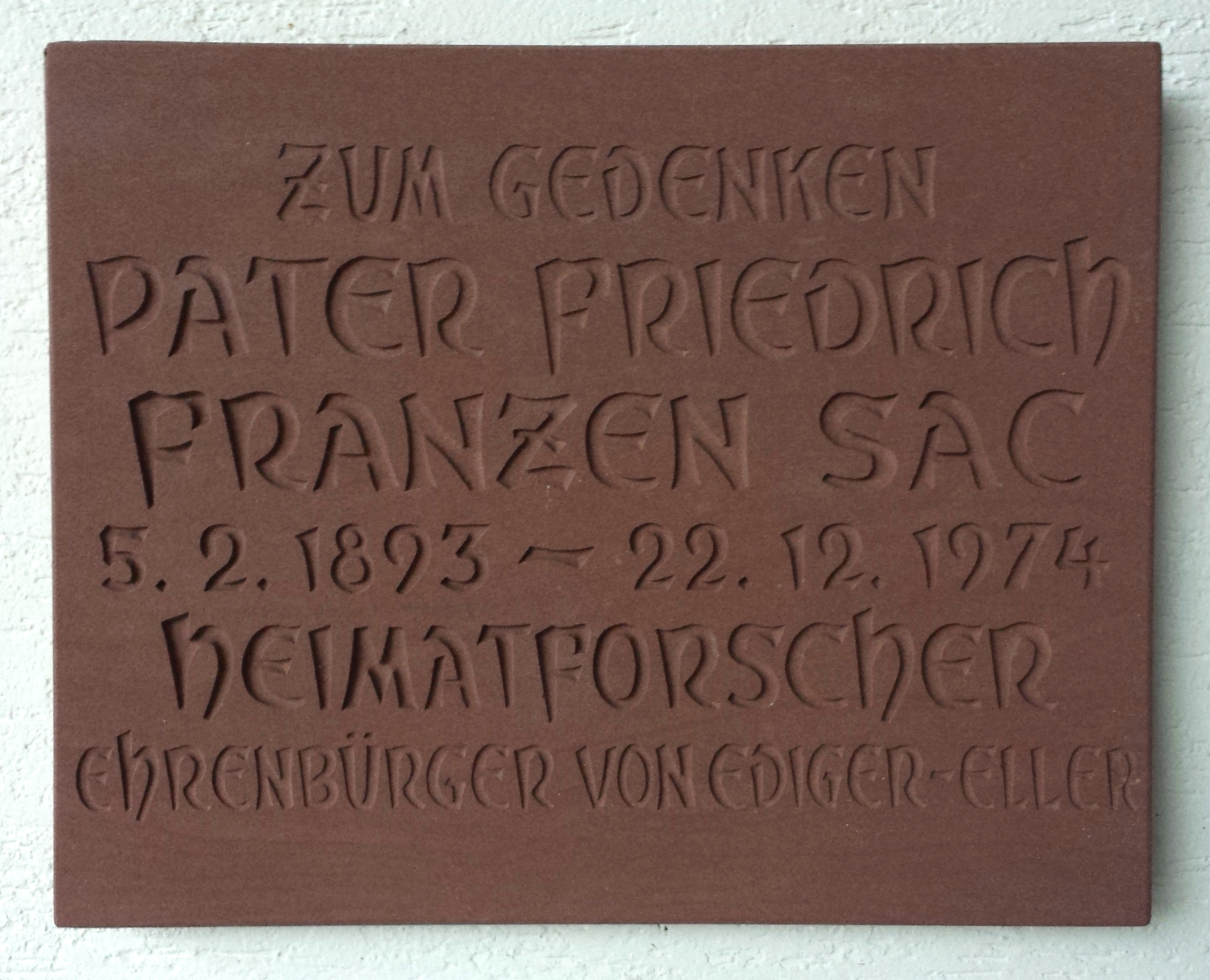
Ehrentafel für Pater Friedrich Franzen SAC (1893–1974) Ehrenbürger von Ediger-Eller

Nachdem er die Volksschule besucht und Privatunterricht erhalten hatte, ging er im März 1912 auf ein Gymnasium in Limburg an der Lahn. Sein Noviziat begann am 8. Oktober 1914, jedoch wurde er bereits am 15. Oktober 1914 zum Kriegsdienst im Ersten Weltkrieg einberufen. Aufgrund einer kriegsbedingten Verwundung kehrte er im August 1917 zurück ins Limburger Kloster. Seine Profess legte er am 3. Januar 1920 ab und am 9. Juni 1921 erhielt er die Priesterweihe. Im Zeitraum von 1923 bis 1925 war er sowohl Lehrer als auch Präfekt im Studienheim von Schönstatt. Parallel dazu hörte er 3 Semester Germanistik in Bonn und im Anschluss arbeitete er 3 Jahre in der Apostolischen Bewegung.
Im Jahre 1928 wurde er zum Rektor des Studienheims in Frankenstein und 1931 zum Rektor des Studienheims in Schönstatt ernannt. Im Pallottinerkloster Olpe war er ebenfalls von 1934 bis zu dessen Auflösung durch die Gestapo im Sommer 1941 Rektor. Von dort wurde er nach Dortmund gebracht, wo er 4 Wochen in Schutzhaft verbringen musste. Nach seiner Entlassung wurde er aus Westfalen ausgewiesen und er kehrte in seinen Heimatort Ediger an der Mosel zurück. Von hier ging er kurz darauf nach Vallendar, um seine Seelsorgerischen Tätigkeiten wieder aufzunehmen. Nach Kriegsende konnte er 1945 nach Olpe zurückkehren, wo er bis zu seinem Tod im Jahre 1974 blieb.
Franzen fand neben seiner Arbeit in der Seelsorge, als Exerzitienmeister, als Beichtvater sowie als Redner bei Konferenzen noch Zeit, um sich schriftstellerischen Aufgaben zu widmen. Insbesondere verfasste er kleinere Biografien über seine Mitbrüder oder religiöse Gottesmutter-Schriften sowie mehrere heimatkundliche Beiträge. 82-jährig verstarb Franzen im Schwesternhaus zu Hünsborn.

## Ehrungen
- 1973 Ernennung zum Ehrenbürger von Ediger anlässlich seines 80. Geburtstags

## Werke und Schriften
- 1928: Werden und Reifen einer ringenden Seele, Verlag Limburg (Lahn)
- 1928: Die Missionsgesellschaft der Pallottiner, 2. Auflage, Limburg an der Lahn[1]
- 1930: Maria, die Königin der katholischen Aktion, Verlag: Limburg, Ballottiner Verlag
- 1932: Lerne Maria kennen! Kurze Mailesungen, Verlag Breslau
- 1938: Bruder Max, Ein Leben im Dienste Gottes, Limburg[2]
- 1950: Maria, wir grüssen dich, Lahn-Verlag, 93 S.
- 1950: Abt Richard I. von Springiersbach (1107–1158), Lahn-Verlag, 30 S.
- 1952: Die Kreuzkapelle bei Ediger an der Mosel: ihre Geschichte nach Quellen zusammengestellt, Limburg/Lahn, Selbstverlag, 31. S
- 1959: Die Gründung des Klosters Schönstatt, In: Heimatkalender für den Landkreis Koblenz, S. 49–54
- 1959: Meine Mutter Bild, Lahn-Verlag, 145 S.
- 1959: Meine Mutter Bild, ein Marienbüchlein, Lahn-Verlag, 145 S.
- 1960: Notzeiten über Schönstatt, In: Heimatkalender für den Landkreis Koblenz, S. 39–45
- 1961: Die Einführung der Windesheimer Kongregation in dem Erzstift Trier, In: Heimatkalender für den Landkreis Koblenz, S. 27–63
- 1962: Die Klosterreform in Schönstatt, In: Heimatkalender für den Landkreis Koblenz, S. 63–67
- 1963: Geschichte der Pfarrei Ediger/Mosel, Selbstverlag Olpe
- 1963: Funken in Moselschiefer, Selbstverlag, 88 S.